# Лусена (футбольный клуб)
«Лусена» (исп. Lucena CF) — испанский футбольный клуб из одноимённого города, в провинции Кордова в автономном сообществе Андалусия. Клуб основан в 1968 году, гостей принимает на арене «Мунисипаль де Лусена», вмещающем 6 000 зрителей. В Примере и Сегунде команда никогда не выступала, лучшим результатом является 3-е место в Сегунде B в сезоне 2011/12.

## Сезоны по дивизионам
- Сегунда B — 8 сезонов
- Терсера — 18 сезонов
- Региональные лиги — 8 сезонов

## Известные игроки и воспитанники
- Хуан Сара
- Андерсон Коста
- Хави Морено
- Марсело Ромеро
- Эвре Бугне